# 伊沃托博卡日
伊沃托博卡日（法語：Yvetot-Bocage，法語發音：[ivto bɔkaʒ]）是法国芒什省的一个市镇，属于瑟堡区。

## 地理
伊沃托博卡日（49°29'24"N, 1°30'13"W）面积12.46 平方千米，位于法国诺曼底大区芒什省，该省份为法国西北部沿海省份，西、北、东北三面环大西洋，东起顺时针与卡爾瓦多斯省、奧恩省、马耶讷省和伊勒-维莱讷省接壤。
与伊沃托博卡日接壤的市镇（或旧市镇、城区）包括：圣约瑟夫、略桑、莫维尔、内格勒维尔、瓦洛涅。

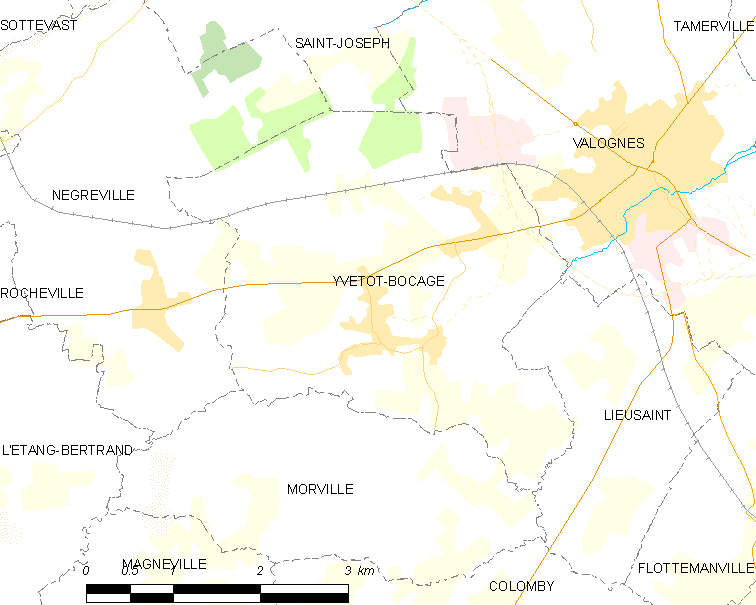
伊沃托博卡日的OSM定位图

伊沃托博卡日的时区为UTC+01:00、UTC+02:00（夏令时）。

## 行政
伊沃托博卡日的邮政编码为50700，INSEE市镇编码为50648。

## 政治
伊沃托博卡日所属的省级选区为瓦洛涅县。

## 人口

1962-2008年间伊沃托博卡日人口变化图示

伊沃托博卡日于2022年1月1日时的人口数量为1188人。